# Necremnus bahamiensis
Necremnus bahamiensis är en stekelart som beskrevs av Geoffrey John Kerrich 1969.
Necremnus bahamiensis ingår i släktet Necremnus och familjen finglanssteklar. Artens utbredningsområde är Bahamas. Inga underarter finns listade i Catalogue of Life.